# 贝伊
贝伊（土耳其語：Bey），又作“贝格”（Beg）或「巴依」，在哈萨克语中称作“比”，是突厥语中“首领”或“酋长”之意，后来成为奥斯曼帝国属地以及中亚、南亚地区伊斯兰教人士的一种头衔，有“总督”、“老爷”等意思。
在奥斯曼帝国时期，该词先是对贵族或旁系王子的尊称，次于汗或帕夏，一般置于名前；后来泛指各省区的执政者，曾广泛使用于伊斯兰国家。奥斯曼帝国的前几位君主的头衔就是“贝伊”，1383年穆拉德一世被哈里发授予苏丹称号后方停用。此后，贝伊成为次于帕夏的一种称呼。在穆罕默德·阿里统治下的埃及，贝伊成为低于帕夏的一个贵族级别。
在突尼斯，1705年突尼斯王朝统治者称“贝伊”，贝伊成为君主及其家族的头衔。从1705年至1957年，“贝伊”代替“台伊”作为对突尼斯统治者的称号。
1934年，土耳其共和国政府明令将“贝伊”改为“巴依”（Bay），置于名后作为对成年男性的一般尊称，相当于“先生”，已经失去首领的意思。
中国新疆维吾尔族穆斯林称“伯克”（Beg或Bek，同“贝伊”），泛指官吏或统治者；对一些地主或宗教上层人士有时也称“巴依”（Bay）或“巴依老爷”。
贝伊一词的语源还存有争议。有说法认为源自古代突厥官号“匐”。乌孙的靡也与其有关。
貝伊的女性化叫法為貝姬，是中亞與南亞高社會等級的女性穆斯林的頭銜。
贝伊作为一种称谓，经常出现在一些历史上的著名人物名字中，如阿尔巴尼亚的民族英雄斯坎德培与浩罕的阿古柏，“培”和“柏”就是贝伊。

### 资料来源
- 埃及贵族制度 & 突尼斯贵族制度 （页面存档备份，存于） & 奥斯曼土耳其贵族制度 （页面存档备份，存于）
- Westermann Großer Atlas zur Weltgeschichte (德语)